# Alfred Dolge
Alfred Dolge (* 22. Dezember 1848 in Chemnitz; † 5. Januar 1922 in Mailand, Italien) war ein deutsch-US-amerikanischer Klavierbauer, Unternehmer, Erfinder und Buchautor.
Er war ursprünglich Importeur und später Hersteller von Klavierbaumaterialien und später auch von Filzprodukten. 1874 ging Alfred Dolge nach Brockett's Bridge, Fulton County, New York, auf der Suche nach geeignetem Fichtenholz zum Bau von Resonanzböden. 1887 baten die Bürger des Ortes die Bundesbehörden in Washington D. C., den Ortsnamen in Dolgeville zu ändern.

## Leben

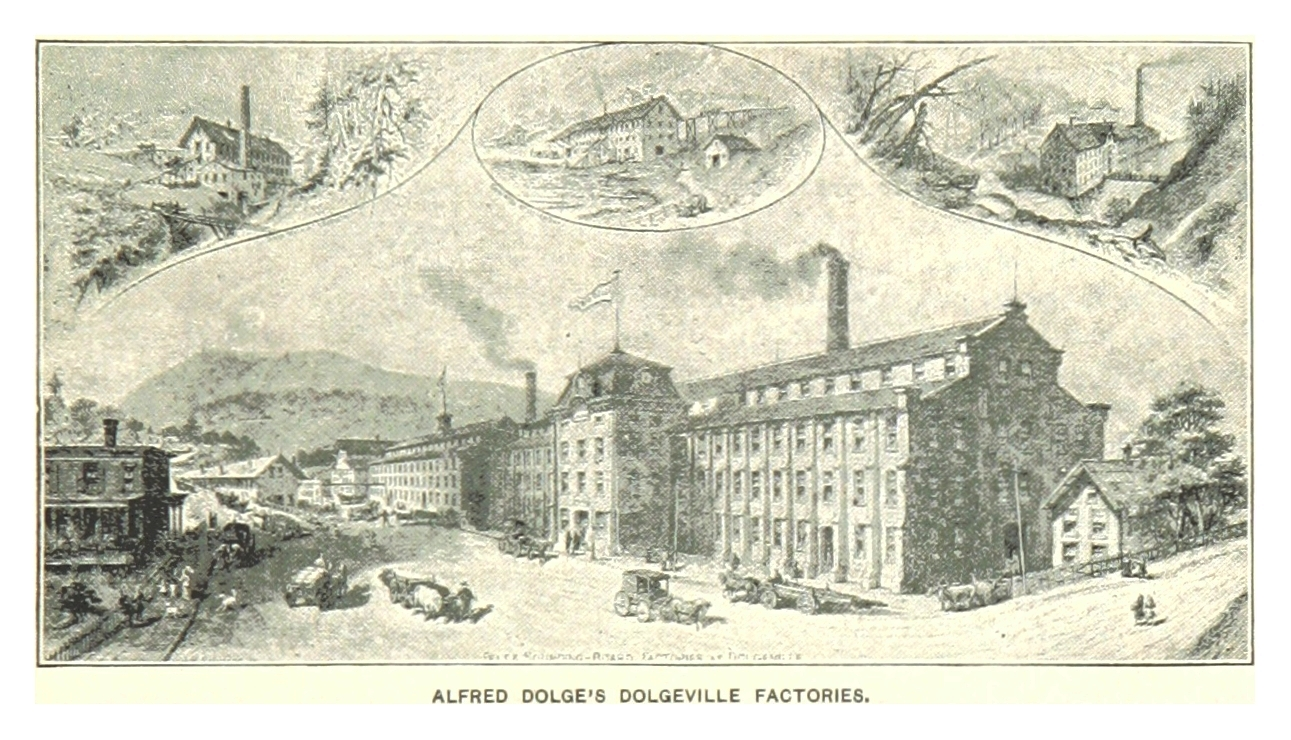
Lebensstationen von Alfred Dolge mit einer Werksansicht, Dolgeville um 1890

Alfred Dolge wurde am 22. Dezember 1848 in Chemnitz in Sachsen geboren. Sein Vater August Dolge (1820–1908), ein Leipziger Klavierfabrikant, war wegen Beteiligung am Dresdner Maiaufstand inhaftiert und Teilnehmer des Verbrechertisches gewesen. Er besuchte eine Bürgerschule in Leipzig und trat mit 13 Jahren als Lehrling in das Klavierbau-Unternehmen seines Vaters A. Dolge & Co. ein. Er absolvierte die Oberschule bei den Freimaurern in Leipzig und erhielt seinen Abschluss. Er kam 1866 erstmals in die Vereinigten Staaten, blieb bis 1868 und arbeitete im Klavierbau von New York City.
1874 kam er nach Brockett’s Bridge (zuvoriger Name „Green’s Bridge“) auf der Suche nach einem Fertigungsort für Filzprodukte. Im April 1875 begann er mit der Produktion in einem Gebäude des ehemaligen Unternehmens Brockett, das er gekauft hatte. Aus dieser Fabrik entstand später der Dolge-Werkskomplex. Binnen weniger Jahre wuchs der Ort von 325 Einwohnern auf mehr als 2.000, viele von ihnen waren emigrierte Deutsche, die er mittels Annoncen und über Agenten angeworben hatte. Der Ort wuchs nicht nur, er wurde auch nach seinem größten Arbeitgeber benannt: Dolgeville. Alfred Dolge erbaute Filzmühlen, stellte Filzschuhe her, Autoharps (Zither-ähnliche Instrumente), Klaviergehäuse, Resonanzböden, Klavierhämmer, er betrieb ein Holzlager und trug zur örtlichen Infrastruktur und zur Ausbildung der Einwohner bei.
Alfred Dolge musste letztlich Konkurs anmelden und verließ Dolgeville im Mai 1899. Er lebte anschließend in Kalifornien und begann dort ein neues Unternehmen aufzubauen. Er starb am 5. Januar 1922 in Mailand, Italien, auf einer Weltreise. Er wurde auf dem Friedhof von Dolgeville beerdigt.

## Philosophie
Inspiriert durch frühere Lektüre von Karl Liebknecht, Karl Marx, Mill und Adam Smith gründete Alfred Dolge in Dolgeville eine Form dessen, was heute soziale Sicherheit heißt, einen Versuch einer idealistischen Gesellschaft oder ein soziales Utopia. Um 1876, als sein neues Unternehmen erstmals gut eingeführt war, begann Dolge einen Pensionsplan aufzustellen, der über seine Laufzeit praktisch unverändert blieb. Der Plan war sehr großzügig, er sicherte Pensionen von 50 Prozent der Arbeitseinkünfte nach Eintritt einer Schwerbehinderung bis hin zu 100 Prozent nach 25 Jahren Betriebszugehörigkeit zu.
Später fügte er ein System einer Lebensversicherung hinzu, deren Beiträge das Unternehmen zahlte. Er gründete auch ein Programm zum Teilen der Unternehmenserträge, in dem ein Beschäftigter danach mitbezahlt wurde, welchen geistigen Beitrag er in Form von Verbesserungen oder Erfindungen leistete und in dem er nach dem Wert seiner Arbeit beurteilt wurde. Diese Anteile wurden nicht ausbezahlt, sondern verblieben als Investition im Unternehmen. Zum Pensionsplan brauchte der Mitarbeiter nichts einzuzahlen. Das Unternehmen zahlte alles. Als das Unternehmen Dolge 1899 in Konkurs ging, waren jedoch nur wenige der von ihm vorgedachten Leistungen ausgezahlt worden, aber seine Ideen erwiesen sich als sehr langlebig und gewannen weltweite Aufmerksamkeit. Die Regierung des Deutschen Reichs fragte offiziell seine Pläne an und setzte sie unter Veränderung einiger Details um. 1889 fragte die Regierung Frankreichs um detaillierte Daten nach. Die Versicherungs-, Pensions- und andere Sozialleistungen in Dolgeville wurden von Eisenbahngesellschaften und vielen anderen Unternehmen der USA kopiert. 1896 brachte Dolge ein Buch mit 243 Seiten mit dem Titel „The Practical Applications of Economic Theories in the Factories of Alfred Dolge and Son“ (Praktische Anwendungen der Ökonomie-Theorien in den Fabriken von Alfred Dolge und Sohn) heraus.

## Vermächtnis
Aufgrund der Tätigkeit Dolges gab es in Dolgeville:
- ab 1876 die erste Sozialversicherung
- ab 1876 den ersten öffentlichen Garten in der Gegend von Dolgeville
- ab 1879 das zweite elektrische Wasserkraftwerk (das erste war von Edison)
- ab 1881 die ersten Filzpantoffeln und Filzschuhe aus US-amerikanischer Fertigung
- ab 1889 den ersten Kindergarten im Staat New York
- ab 1891 das erste System elektrischer Straßenbeleuchtung